# Two Women (film 1919)
Two Women è un film muto del 1919 diretto da Ralph Ince.
Con alcune variazioni, venne montato il materiale di un altro film precedente, sempre dal titolo Two Women, un cortometraggio in tre rulli che era stato presentato al Vitagraph Theatre di New York nel novembre 1914. I nomi dei personaggi cambiano, come cambiano alcuni accadimenti e, al contrario della versione originaria, non vi è alcun disastro ferroviario.

## Trama
John Leighton, un geologo, presenta ingenuamente al suo capo, W. G. Griggs, la sua bella moglie Emily. Lei, civettuola e seduttiva, viene attratta da Griggs e ben presto tra i due nasce una relazione dopo che John è partito per una ricerca di lavoro tra le montagne di Graypeak . Qui, il geologo salva da un'aggressione Enid Arden, una bella giovane molto timida che si innamora di lui. Ritornato in città, John si rende conto che la moglie lo tradisce: dopo essersi battuto con Griggs, la lascia. I due amanti, per evitare lo scandalo, partono insieme per l'Europa dove Emily inizia le pratiche per il divorzio. Amareggiato, John ritorna in montagna. In Europa, intanto, il rapporto tra i due amanti si incrina: Emily si sente trascurata e sospetta che Griggs la tradisca con qualche altra donna. Dopo un litigio tra i due, l'uomo viene ucciso da un marito geloso ed Emily decide di ritornare in America. Ritrova John a Graypeak ma lui la respinge. Lei però non desiste, convinta che il marito non metterà in pericolo la reputazione di Enid. Ma il destino di Emily ormai è segnato: il treno su cui sale, si scontra con un treno merci e, nell'incidente, lei rimane uccisa. Ora John ed Enid non hanno più nessuno che possa ostacolare il loro amore.

## Produzione
Il film fu prodotto dalla Vitagraph Company of America.

## Distribuzione
Distribuito dalla Vitagraph Company of America, uscì nelle sale cinematografiche statunitensi il 28 aprile 1919.